# Công viên Spa ở Duszniki-Zdrój

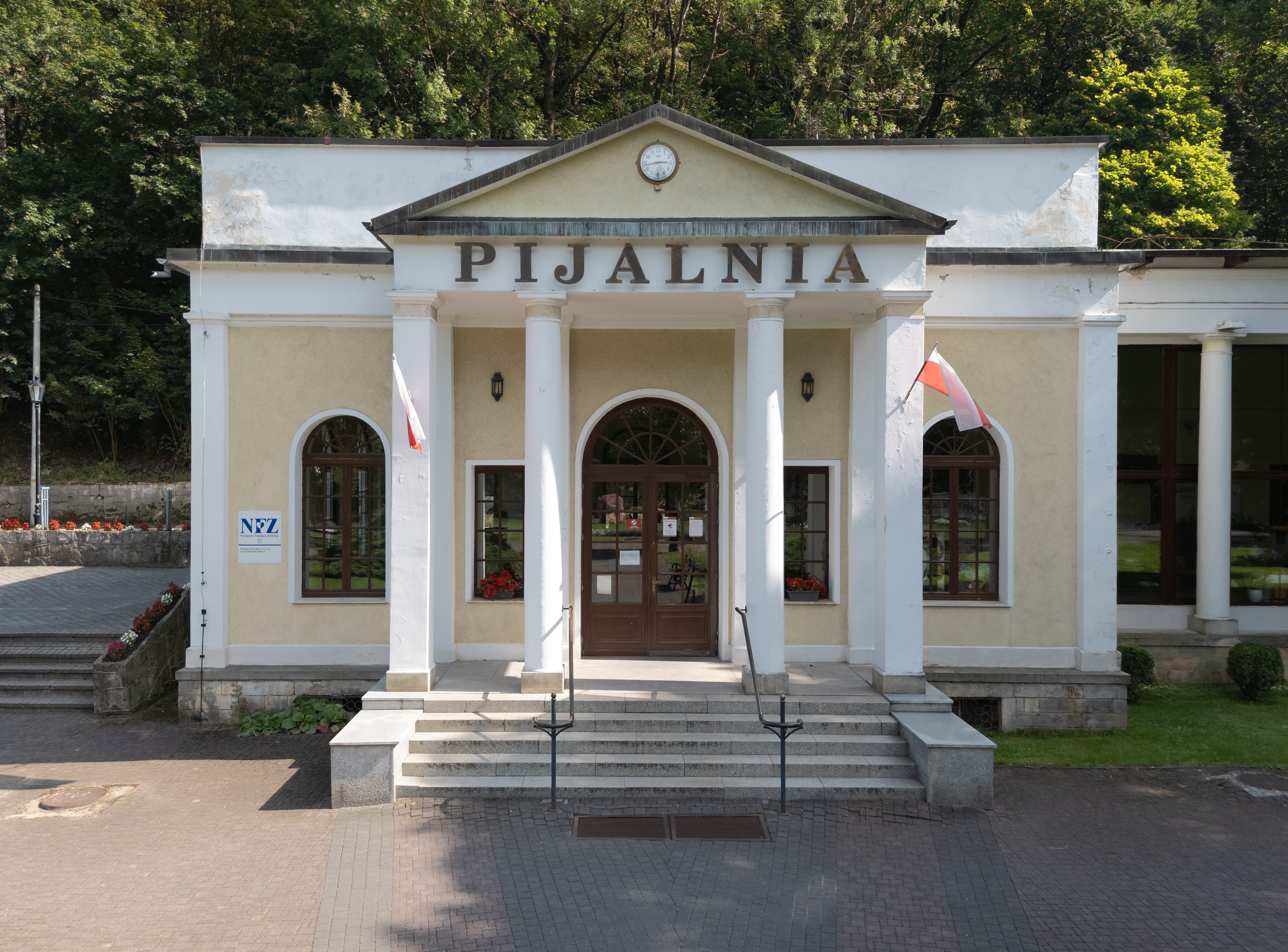
Công viên Spa ở Duszniki-Zdrój (2024)

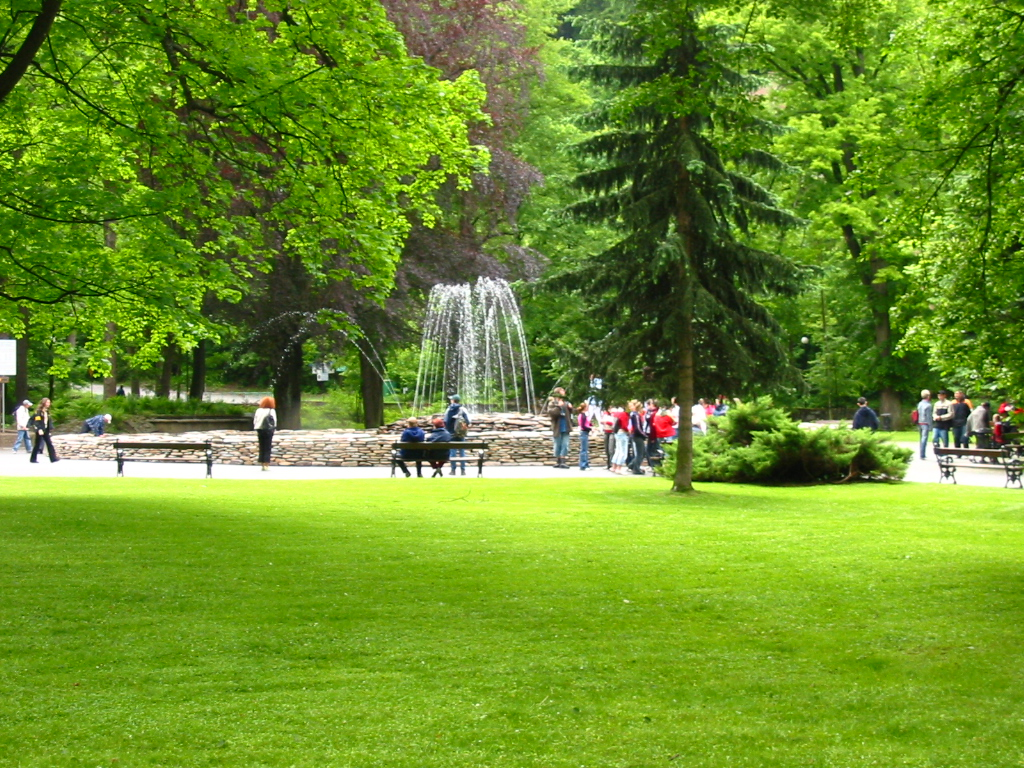
Đài phun nước (2005)

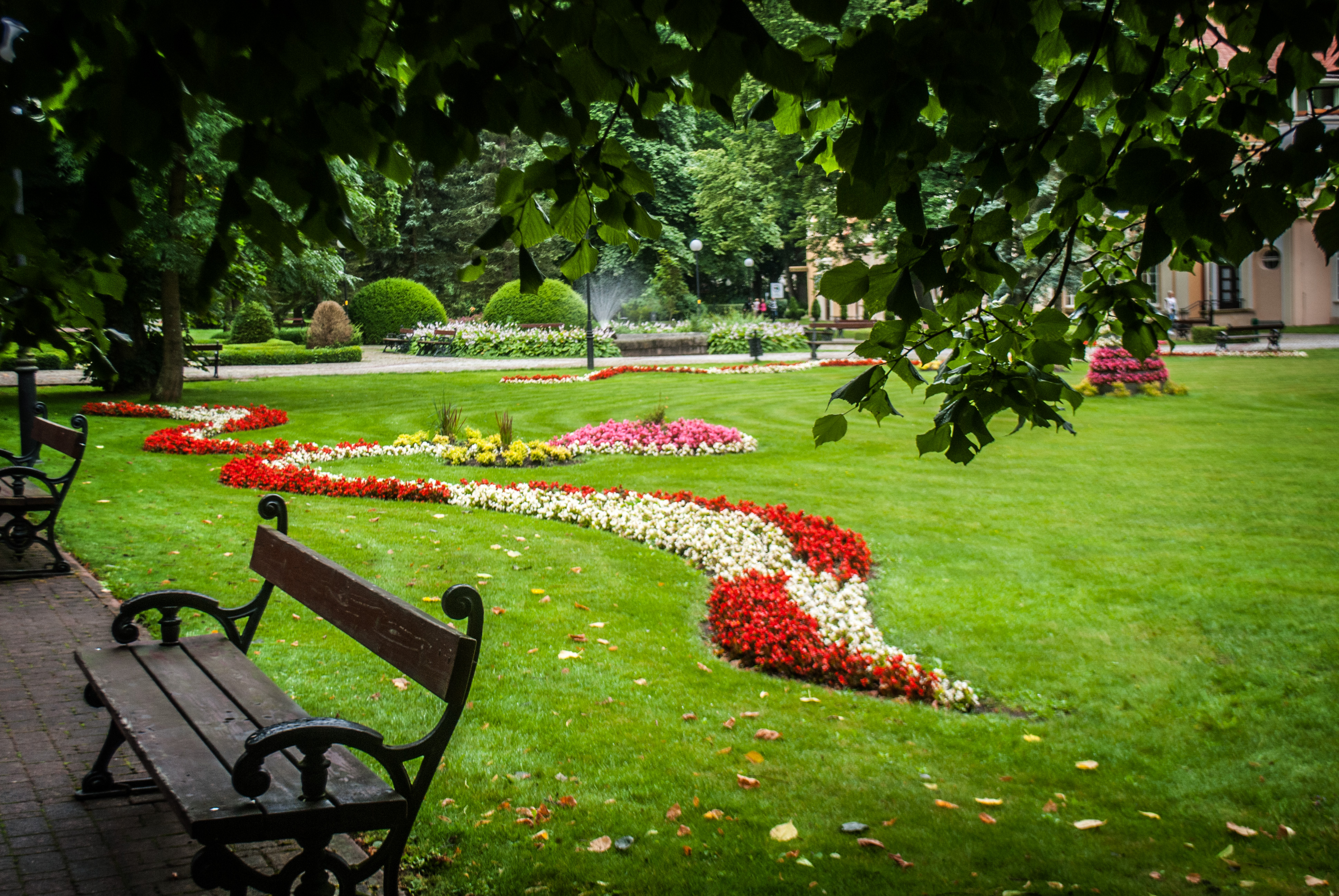
Ghế đá và vườn hoa (2014)

Công viên Spa ở Duszniki-Zdrój (tiếng Ba Lan: Park Zdrojowy w Dusznikach-Zdroju) là một trong những công viên xanh lâu đời ở thị trấn Duszniki-Zdrój, Ba Lan. Tổng diện tích của công viên là 5,4 ha.

## Lịch sử
Công viên nghỉ dưỡng này bắt đầu hoạt động từ cuối thế kỷ 18. Từ năm 1946, Lễ hội Chopin quốc tế ở Duszniki-Zdrój được tổ chức tại đây. Sau trận lụt năm 1997, công viên được xây dựng lại và giữ gìn tốt cho đến ngày nay.

## Khám phá
Một số địa điểm nổi tiếng trong khu vực công viên gồm:
- Nhà hát Fryderyk Chopin: Lễ hội Chopin quốc tế ở Duszniki-Zdrój được tổ chức hàng năm tại đây. Ngoài ra, đây cũng là nơi tổ chức các buổi biểu diễn âm nhạc và các hình thức sân khấu khác.[2]
- Đài phun nước
- Đài tưởng niệm Fryderyk Chopin: Khánh thành năm 1976. Tác giả là nhà điêu khắc Jan Kucz.[3]

Ngoài ra, công viên Spa ở Duszniki-Zdrój còn sở hữu 12 loài cây lá kim và 20 loài cây rụng lá, chẳng hạn như các loài cây sồi, hạt dẻ, bồ đề, cây tro, bạch quả, vân sam Na Uy, cây bách, linh sam Douglas, thủy tùng Châu Âu.